# Errina japonica
Errina japonica is een hydroïdpoliep uit de familie Stylasteridae. De poliep komt uit het geslacht Errina. Errina japonica werd in 1968 voor het eerst wetenschappelijk beschreven door Eguchi. 